# سوق السلع المستعملة
سوق السلع المستعملة أو(مكان المقايضة) ويُسمَّى في عدة لغات أجنبية سوق البُرغوث هو نوع من البازار الذي يؤجر أو يوفر مساحة للأشخاص الذين يرغبون في بيع البضائع أو المقايضة. عادة ما تكون موسمية. وتباع عادة البضائع المستعملة والمواد الرخيصة والمقتنيات والتحف. تقدم العديد من الأسواق المنتجات الطازجة أو المخبوزات والنباتات من المزارع المحلية والملابس القديمة. ويسمى مستأجري طاولات سوق الأدوات المستعملة بالباعة. قد يُقام في الداخل، مثلاً في المستودع أو صالة الألعاب الرياضية في المدرسة؛ أو في الهواء الطلق، مثلا في حقل أو مواقف (للسيارات أو تحت خيمة. يمكن أن تُقام أسواق السلع المستعملة سنويًا أو مرتين في السنة، ويمكن إجراء أسواق أخرى شهريًا، أو في عطلات نهاية الأسبوع، أو يوميًا. قد يتنوع بائعو السلع المستعملة من عائلة تستأجر طاولة للمرة الأولى لبيع بعض الأدوات المنزلية غير المرغوب فيها، إلى الكشافة الذين يجولون المنطقة لشراء سلع مخفضة من مبيعات المرآب وأسواق السلع المستعملة الأخرى، والعديد من الموظفين الذين يراقبون الأكشاك.
يختلف البيع في سوق السلع المستعملة عن البيع في الشوارع من ناحية أن السوق نفسه هو ما يجذب المشترين، العديد من أسواق السلع المستعملة لديها باعة طعام يبيعون الوجبات الخفيفة والمشروبات إلى الزبائن. استهدفت جهود تطبيق القانون بعض بائعي سوق السلع المستعملة  لوقف بيع الأفلام والموسيقى المهربة أو ملابس العلامات التجارية المقلدة أو الألعاب أو السلع الكهربائية أو الإكسسوارات أو العطور.

## نماذج

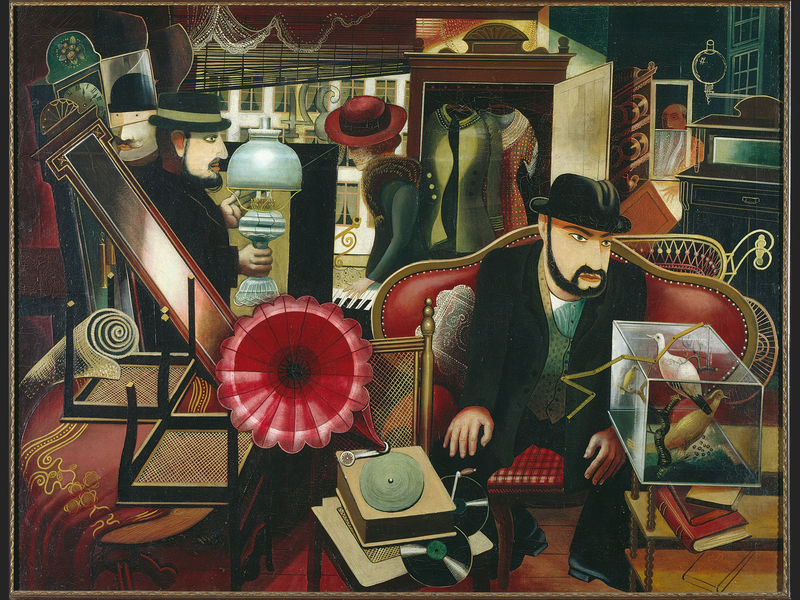
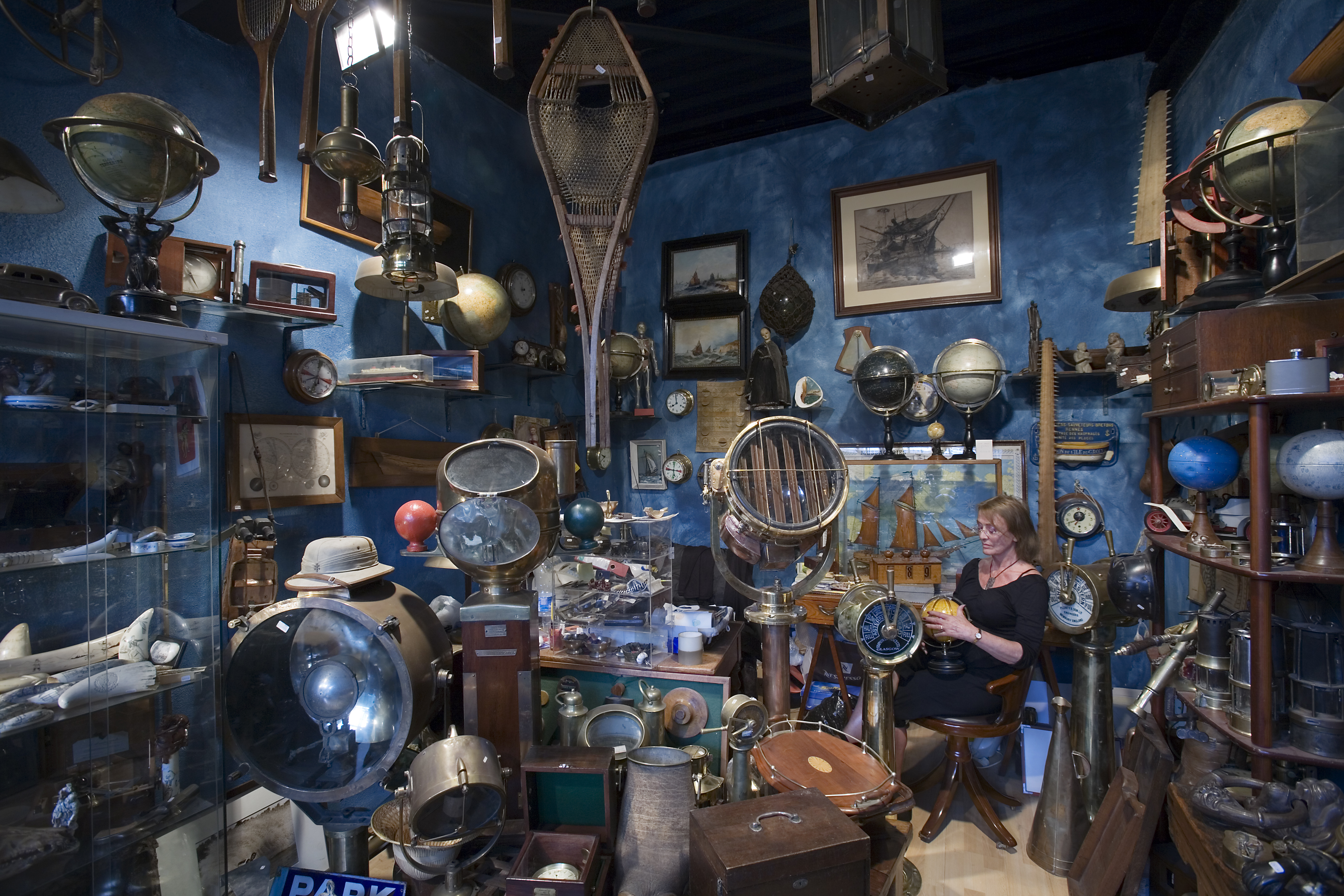
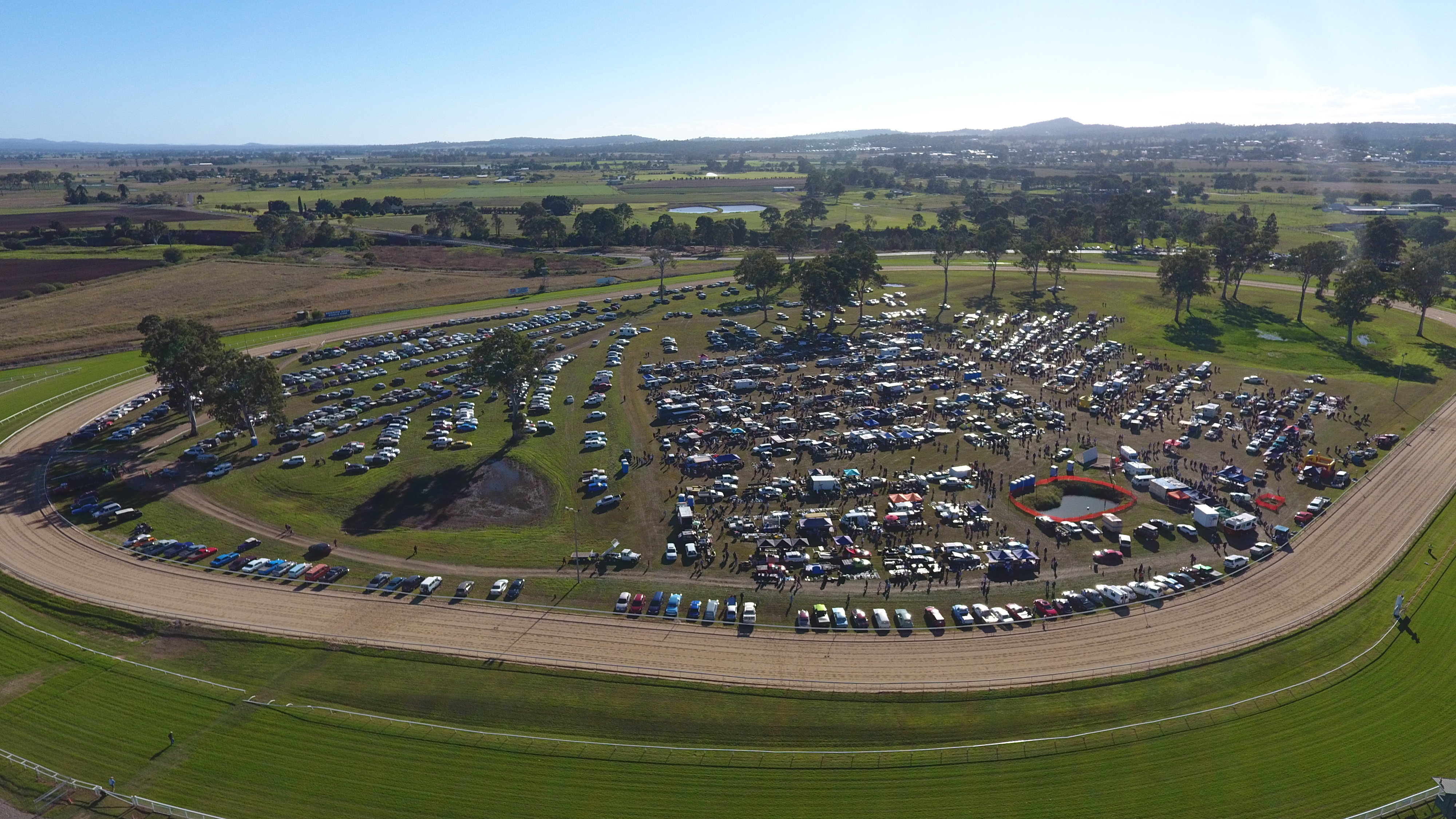
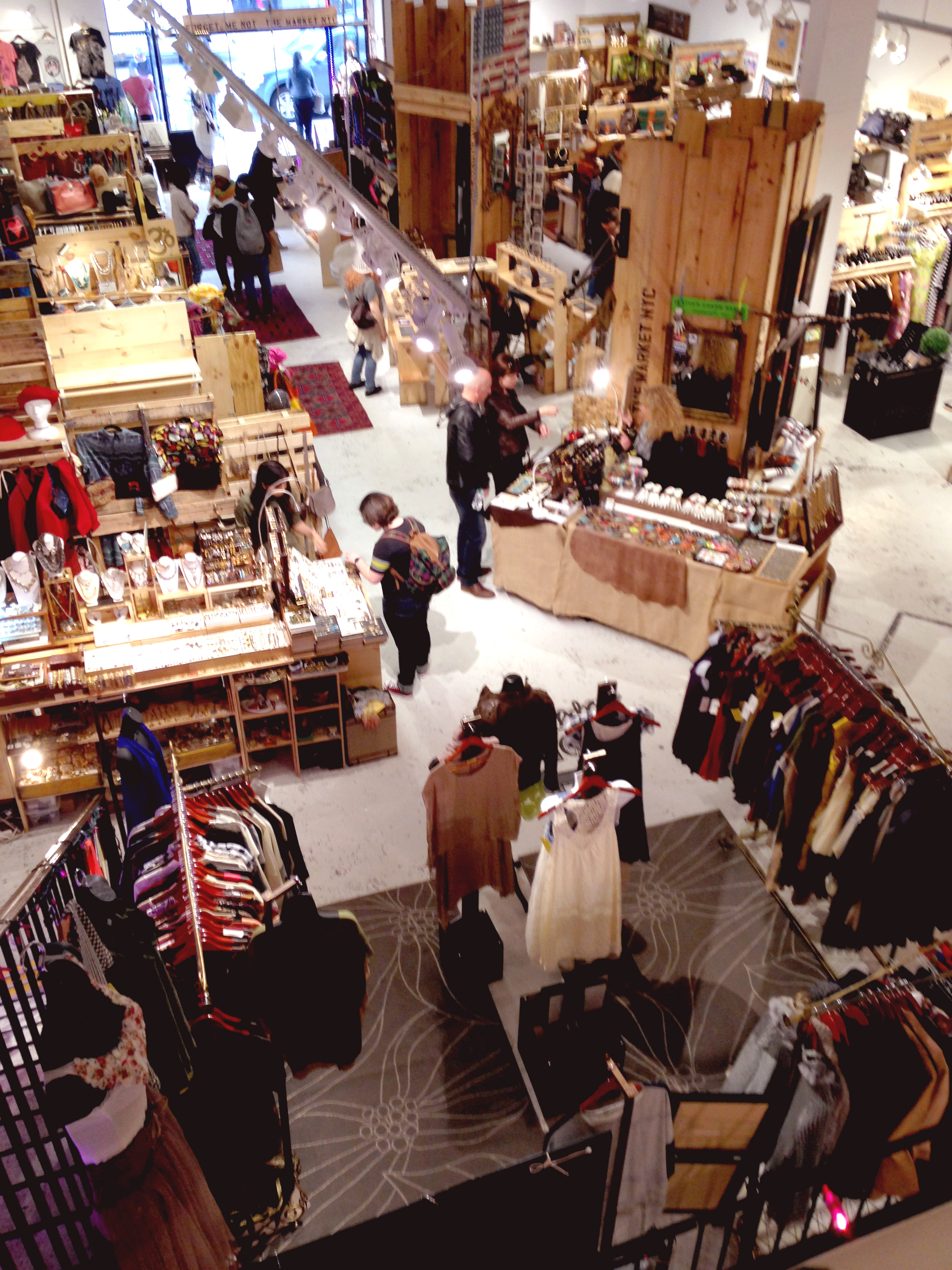
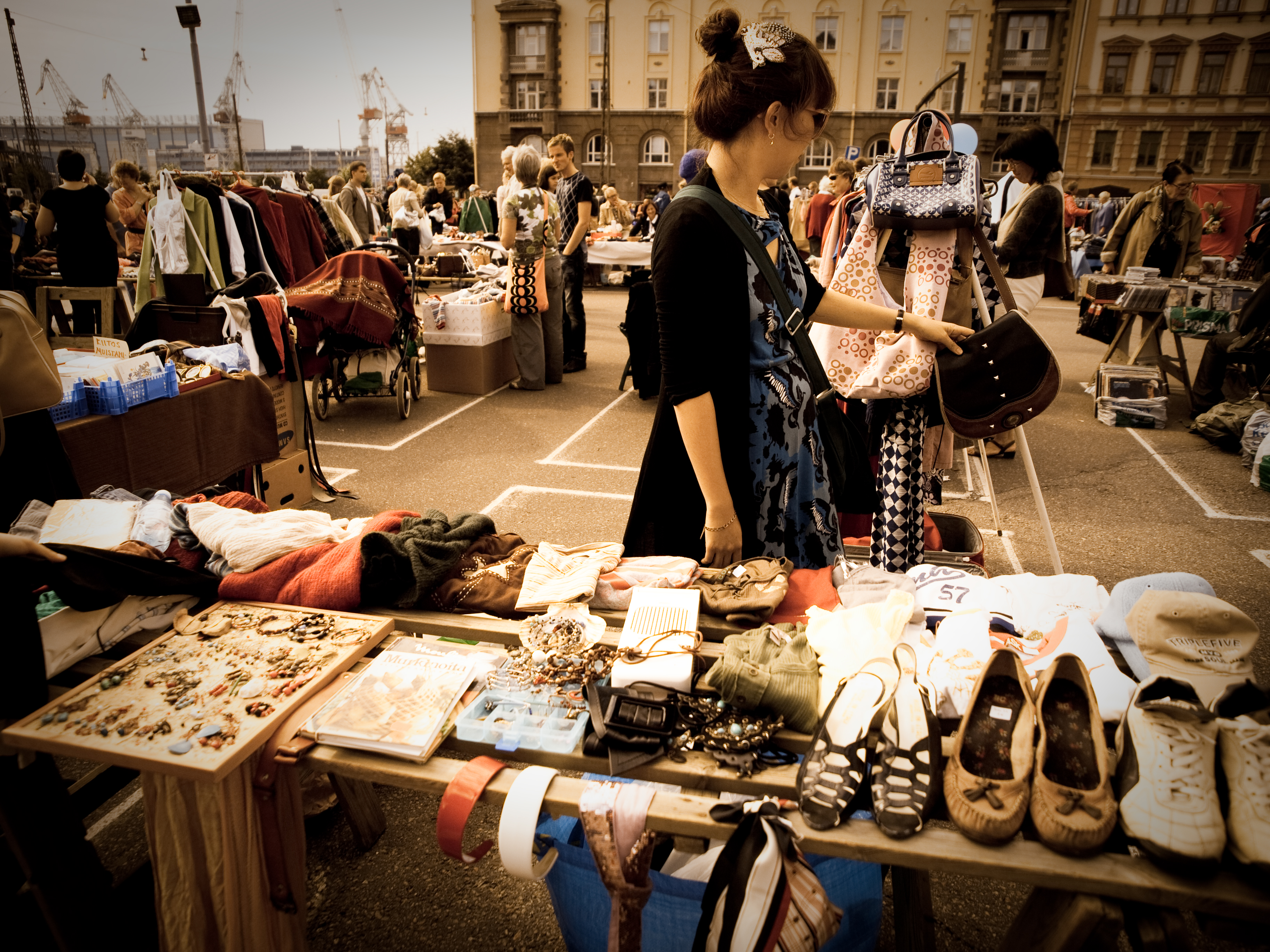
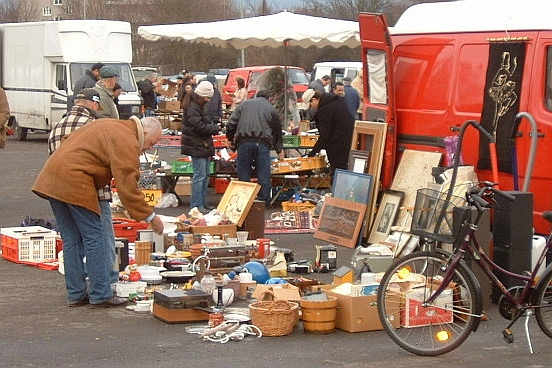